# مارجوري بوين
مارجوري بوين (بالإنجليزية: Marjorie Bowen)‏ (1 نوفمبر 1885، هامبشير في المملكة المتحدة - 23 ديسمبر 1952 في المملكة المتحدة)؛ كاتِبة وروائية بريطانية.

## روابط خارجية
- مارجوري بوين على موقع IMDb (الإنجليزية)
- مارجوري بوين على موقع قاعدة بيانات الفيلم (الإنجليزية)